# Karl Geiger (Unternehmer)
Karl Geiger (* 1. August 1959 in Hasel) ist ein deutscher Unternehmer. Er ist der Protagonist der bei DMAX ausgestrahlten Dokumentationsserie Der Geiger – Boss of big blocks.

## Leben
Karl Geiger wuchs im südbadischen Hasel auf. Nach einer Ausbildung zum Kfz-Mechaniker in einer Mercedes-Benz-Werkstatt eröffnete er Ende der 1970er-Jahre mit einem Partner in München einen eigenen Reparaturbetrieb. Der Neuaufbau einer zerlegten Chevrolet Corvette LT1 weckte 1984 Geigers Interesse für amerikanische Automobile. In den Folgejahren spezialisierte sich Geiger auf Service, Tuning sowie Import und Verkauf von US-Fahrzeugen.
Mit Ausstrahlung der Dokureihe Der Geiger – Boss of big blocks wurden Karl Geiger und sein Team ab 2015 bekannt. Mittlerweile umfasst die Serie sechs Staffeln.

## Sportliche Erfolge
- 2017 2. Platz NitrolympX Dragster Racing Klasse Pro ET
- 2024 2. Platz NitrolympX Dragster Racing Klasse Pro ET